# Championnat d'Israël de football 1951-1952
Navigation
Championnat d'Israël 1949-1950 Championnat d'Israël 1953-1954
Le Championnat d'Israël de football 1951-1952 est la 2e édition de ce championnat.

## Classement[1]
| Rang | Équipe                | Pts | J  | G  | N | P  | Bp | Bc  | Diff |
| ---- | --------------------- | --- | -- | -- | - | -- | -- | --- | ---- |
| 1    | Maccabi Tel-Aviv      | 38  | 22 | 18 | 2 | 2  | 89 | 18  | +71  |
| 2    | Maccabi Petah-Tikvah  | 30  | 22 | 12 | 6 | 4  | 65 | 23  | +42  |
| 3    | Hapoël Haïfa          | 29  | 22 | 14 | 1 | 7  | 46 | 26  | +20  |
| 4    | Hapoël Petah-Tikvah   | 27  | 22 | 10 | 7 | 5  | 38 | 20  | +18  |
| 5    | Hapoël Tel-Aviv       | 25  | 22 | 9  | 7 | 6  | 31 | 22  | +9   |
| 6    | Maccabi Rehovot       | 23  | 22 | 8  | 7 | 7  | 35 | 37  | -2   |
| 7    | Beitar Tel-Aviv       | 21  | 22 | 7  | 7 | 8  | 39 | 41  | -2   |
| 8    | Hapoël Ramat-Gan      | 17  | 22 | 7  | 3 | 12 | 37 | 46  | -9   |
| 9    | Maccabi Netanya       | 17  | 22 | 6  | 5 | 11 | 36 | 46  | -10  |
| 10   | Maccabi Haïfa         | 17  | 22 | 6  | 5 | 11 | 33 | 53  | -20  |
| 11   | Hapoël Rishon LeZion  | 16  | 22 | 5  | 6 | 11 | 22 | 52  | -30  |
| 12   | Maccabi Rishon LeZion | 4   | 22 | 1  | 2 | 19 | 13 | 100 | -87  |

|  | Champion |
|  | Relégué  |

## Bilan de la saison
| Tableau d'Honneur                |                      |
| Compétition                      | Vainqueur            |
| Championnat d'Israël de football | Maccabi Tel-Aviv     |
| Coupe d'Israël de football       | Maccabi Petah-Tikvah |

| Promotions et relégations |                                            |
| Relégués en Liga Leumit   | Hapoël Rishon LeZion Maccabi Rishon LeZion |
| Promus en Ligat ha'Al     | Hapoël Balfuria Hapoël Kfar Sabah          |